# Sakalov
Sakalov je potok na dolní Oravě, ve východní části okresu Dolný Kubín. Jde o pravostranný přítok Malatinského potoka, měří 3,2 km a je tokem VI. řádu.

## Pramen
Pramení v jihozápadním výběžku Skorušinských vrchů, v geomorfologickém podcelku Kopec, na západním úpatí vrchu Diel (1 051,4 m n. m.) v nadmořské výšce cca 855 m n. m..

## Popis toku
Od pramene teče směrem na severozápad, vtéká do Oravské vrchoviny a na horním toku přibírá levostranný přítok z východního svahu Ostrého vrchu (877,4 m n. m.). Dále se ohýbá více na severoseverozápad a opět zleva přibírá přítok ze severního svahu Ostrého vrchu. Následně vytváří oblouk směřující na západ, přechodně teče na severoseverozápad a z pravé strany přibírá přítok vznikající severoseverozápadně od kóty 825,7 m. Dále teče směrem na severoseverozápad a na okraji intravilánu obce Chlebnice (jihozápadně od jejího centra) se v nadmořské výšce přibližně 600 m n. m. vlévá do Malatinského potoka.

## Jiné názvy
- Sakalovo
- Sakalov potok
- Sakalov jarok
- nářečně: Sakalou járok